# Облик грядущего (Остаться в живых)
«Облик грядущего» (англ. The Shape of Things to Come) — девятая серия четвёртого сезона телесериала «Остаться в живых». Центральный персонаж серии, во второй раз за сериал — Бенджамин Лайнус. В этой серии мы видим у персонажа будущее.

## Сюжет

### События
Джеку на пляже нехорошо, он плохо себя чувствует. Он внезапно слышит лай пса Винсента и крик Бернарда. Он и другие люди с пляжа бегут на них и видят в воде труп. Дэниел Фарадей и Шарлотта говорят, что это доктор Рэй с корабля. У него перерезано горло. У Фарадея появилась идея. Они не могут связаться с кораблём из-за поломки рации, поэтому он решил связаться с ним с помощью Азбуки Морзе. Люди из группы Джека поддерживают эту идею. Несколько человек с корабля под командованием Кими тащат испуганную Алекс по джунглям. Они приводят её к звуковому барьеру и заставляют отключить его. Но она вводит аварийный код, который, кроме того, чтобы отключать барьер, посылает предупреждающий сигнал на телефон в лагере внутри барьера. Сойер, Локк и Хёрли с Аароном сидят в одном из домов и играют в настольную игру «Риск», когда позвонил телефон и сообщил код: 14J. Они не знают, что это, и идут в дом к Бену и спрашивают его. Он очень пугается, вскакивает и достаёт дробовик из-под стула. Он говорит, что они уже здесь. Люди из лагеря Лока готовятся к обороне. Бен, Лок и Хёрли с Аароном баррикадируются в доме. Бен говорит, что он им нужен живым и они не станут его убивать, и что Лок должен держаться с ним. Сойер бежит к другому дому. Он спрашивает у одного из людей из лагеря Лока, Дога, где Клер. Внезапно Дога убивает пуля, влетевшая в грудь. Люди Кими начали обстреливать лагерь Лока. Они убивают ещё одного мужчину (Джероми) и одну женщину, выбежавших на улицу. Сойер стреляет в ответ по джунглям из пистолета. Он пытается прорваться к дому Клер, но в него постоянно стреляют. Но в Сойера не попадают, а когда он почти добежал до дома Клер, в тот попадают из гранатомёта, он взрывается. Сойер в обломках находит раненую, но живую Клер. Он бежит с ней на руках к дому с Локом и Беном. Они не хотят открывать дверь. Хёрли выбивает окно и Сойер с Клер забираются через него. Внезапно в дверь звонят. Это Майлз, которого отправили к ним с рацией. Они хотят поговорить с Беном. Бен начинает говорить только после того, как Майлз сказал, что у них его дочь. С ним говорил Кими, который сказал своё полное имя — Мартин Кими. В ответ Бен рассказал ему биографию самого Кими, из которого следует, что он жестокий убийца, бывший военный. Однако он подходит к окну и разговаривает с Кими, стоящим на улице. Тот предлагает ему сдаться, а Бен предлагает им улететь с острова раз и навсегда. Тогда к Кими приводят Алекс. Кими держит пистолет у её головы. Бен говорит, что это его приемная дочь, и что она для него ничего не значит. Он уверен, что Мартин ничего с ней не сделает. Внезапно тот убивает её выстрелом в голову и уходит. Бен очень расстроился и разозлился. Он сказал: «Он изменил правила» и ушёл в потайную комнату, заперев за собой дверь. Через некоторое время он вышел. Вскоре в деревню прилетел дымовой монстр и напал на людей Мартина Кими в джунглях, раскидав их. В это время Бен, Хёрли, Аарон, Клер, Майлз, Лок и Сойер убежали в джунгли в другую сторону. А Бен попрощался с Алекс. На пляже Фарадей спрашивает, что случилось с доктором. Ему отвечают. Он говорит, что скоро выживших заберут. Но Бернард, стоящий рядом, говорит, что они врут. Он говорит, что люди с корабля сказали, что с доктором всё в порядке. Бен говорит Локу, что им надо идти к хижине Джейкоба, и что с ними должен пойти Хёрли. Однако Сойер сказал, что Хёрли пойдёт с ним, Клер, Аароном и Майлзом на пляж к Джеку. Но Хёрли согласился пойти к хижине.

### Будущее
Бен просыпается в пустыне Сахара. Он лежит в тёплой куртке с логотипом ДХАРМА. Он оглядывается по сторонам, на его правой руке рана. Внезапно к нему на конях с автоматами Калашникова прискакивают два араба. Они недружелюбно разговаривают с ним по-арабски, Бен поднимает руки, один из арабов сходит с лошади и обыскивает Бена. Он находит у него странный предмет, после чего Бен бьёт его им по лицу, хватает его автомат, убивает араба на коне и вырубает первого араба. Он берёт коня и уезжает. Он приезжает в отель в Тунисе и берёт номер под именем Дина Мориарти. На ресепшене он спрашивает, какое сегодня число и год. По ответу становится ясно, что события происходят после катастрофы рейса Oceanic 815 и после событий в серии, значит, это будущее Бена. По телевизору он видит в новостях, как один из Шестёрки Oceanic, Саид, хоронит свою жену — Надию, которую убили. Бен отправляется в Ирак. Там он встречается с Саидом. Он говорит ему, что Надию убили люди Чарльза Уидмора. Он показывает ему фото убийцы. Позже Бен следит за убийцей, но тот его обнаруживает и нападает. Побеждённый Бен просит передать Уидмору сообщение, и в это время человека Уидмора из пистолета с глушителем убивает Саид. Он просит Бена, чтобы тот сказал ему имена других людей, работающих на Уидмора, чтобы отомстить за смерть вновь найденной и вновь потерянной любимой женщины. Бен говорит, что свяжется с ним. Позже Бен в Лондоне приезжает в элитный отель и поднимается в пентхауз. Он заходит к спящему Чарльзу Уидмору. Тот просыпается. Они разговаривают. Бен говорит, что тот изменил правила, убив Алекс. В ответ Уидмор говорит, что Бен украл у него остров, и что он найдёт его и вернёт. Бен говорит, что не может убить Уидмора сейчас, но он сделает всё для того, чтобы убить Пенелопу Уидмор, дочь Чарльза, и уходит.

## Рейтинг
«Облик грядущего» посмотрело 12, 075 миллионов американцев, ставя сериал на четырнадцатое место среди самых популярных телепрограмм недели.
В общей сложности 14, 067 миллионов американцев смотрели эпизод в эфире или в течение семи дней. Это повышение по сравнению с предыдущим эпизодом, транслировавшимся за 6 недель до этого.
Сериал также улучшил свои канадские рейтинги с 1,443 миллионом телезрителей.
В Австралии серию посмотрели только 683 тысяч зрителей. Но на той же неделе сериал был номинирован на две премии Sun-Herald Bogie Awards, пародии на Australian Logie Awards, как «Самый недооценённый сериал» и «Самый обтрепленный в интернете».

## Критика
«Облик грядущего» получил хорошие отзывы критиков.
Карла Петерсон из The San Diego Union-Tribune дала «Облику грядущего» оценку A+.
Критик Entertainment Weekly Джефф Дженсен назвал эпизод «одним из этих чрезвычайно плотных эпизодов, в которых откровения смешиваются с интригами» и предположил, что сцена с убийством Алекс будет высоко в списке лучших моментов «Остаться в живых» всех времён. Перед выходом финального эпизода сезона в эфир Дженсен поставил этот момент на второе место в лучших моментах сезона. а сцену с атакой монстра на наёмников на девятую.
Крис Каработт из IGN дал эпизоду 9,3 / 10, добавил, что смерть Алекс, вероятно, запомнится как один из наиболее ключевых сцен во всём сериале потому, что это феноменальная сцена, было невероятно трудно не посочувствовать Бену. В рейтинге IGN лучших эпизодов первых пяти сезонов, эпизод занял второе место, обойдя эпизоды, как «Через зеркало» и «Таинственный остров», но и проиграл «Константе».